# ロアルト・ラルセン
ロアルト・ラルセン（Roald Larsen、1898年2月1日 - 1959年7月28日）は、ノルウェー、クリスチャニア（現在のオスロ）出身のスピードスケート選手。1924年のシャモニーオリンピックの1500mと総合で銀メダル、500m、5000m、10000mで銅メダルを獲得、1928年のサン・モリッツオリンピックの500mでも銅メダルを獲得した。
サン・モリッツオリンピック直前の1928年2月4日に500mで従来の記録を0秒3縮める世界新記録を樹立した。

## 自己記録
| 距離     | 結果    | 年月日        | 開催地         | 当時世界記録 |
| -------- | ------- | ------------- | -------------- | ------------ |
| 500 m    | 43.1    | 1928年2月4日  | ダボス         | 43.4         |
| 1,000 m  | 1:31.8  | 1929年2月3日  | ハーマル       | 1:31.8       |
| 1,500 m  | 2:21.3  | 1928年1月1日  | オスロ         | 2:17.4       |
| 3,000 m  | 5:21.7  | 1935年3月5日  | トンスベルグ   | -            |
| 5,000 m  | 8:34.4  | 1924年2月10日 | コングスベルグ | 8:26.5       |
| 10,000 m | 17:40.3 | 1924年2月17日 | オスロ         | 17:22.6      |